# داوید بلانکو
داوید بلانکو (اسپانیایی: David Blanco‎؛ زادهٔ ۳ مارس ۱۹۷۵) دوچرخه‌سوار اهل اسپانیا است. وی در مسابقات جیرو دیتالیا شرکت کرده است.